# Saulny
Saulny – miejscowość i gmina we Francji, w regionie Grand Est, w departamencie Mozela.
Według danych na rok 1990 gminę zamieszkiwało 1126 osób, a gęstość zaludnienia wynosiła 115 osób/km² (wśród 2335 gmin Lotaryngii Saulny plasuje się na 337. miejscu pod względem liczby ludności, natomiast pod względem powierzchni na miejscu 615.).